# Leitkurs
Mit Leitkurs (engl. central rate) ist ein offiziell festgelegter Wechselkurs einer Währung gemeint.

## Fixe Wechselkurse
In einem System fixer Wechselkurse ist der Leitkurs der festgelegte Kurs der Währung.

## EWS
Im Europäischen Währungssystem (EWS) wurden seinerzeit für jede Währung ein Leitkurs gegenüber dem ECU sowie daraus errechnete bilaterale Leitkurse gegenüber den anderen Mitgliedswährungen festgelegt. Diese Leitkurse waren nicht fix. Sie konnten um 4,5 % (später 15 %) über- oder unterschritten werden, ohne dass die Notenbanken intervenierten. 
Auf der Basis der Ende 1998 im EWS gültigen bilateralen Leitkurse wurden die ab 1. Januar 1999 gültigen nationalen Umrechnungskurse für den ab diesem Zeitpunkt geltenden Euro (als Barzahlungsmittel wurde dieser erst am 1. Januar 2002 in vorerst 11 EU-Staaten eingeführt) unwiderruflich festgelegt.

## WKM II
Die bisher nicht zur Eurozone gehörenden EU-Länder haben im Rahmen des WKM II (der zweijährige Verbleib darin ist eines der sogenannten Konvergenzkriterien, die eine Teilnahme am Euro erst ermöglichen) die Möglichkeit, einen Euro-Leitkurs festzulegen; bilaterale Leitkurse existieren dagegen nicht. Auch hier ist der Leitkurs nicht fix. Die Marktkurse können bis zu 15 % schwanken.